# Дальний Кезек
Дальний Кезек — посёлок в Таштагольском районе Кемеровской области. Входит в состав Шерегешского сельского поселения.

## География
Центральная часть населённого пункта расположена на высоте 412 метров над уровнем моря.

## Население
По данным Всероссийской переписи населения 2010 года, в посёлке Дальний Кезек проживает 17 человек (9 мужчин, 8 женщин).